# Stilbophyllum
Stilbophyllum es un género monotípico de orquídeas. Ha sido separado del género Dendrobium. 

## Descripción
Es una orquídea muy pequeña epífita o litófita que se encuentra en los árboles o en la sombra sobre rocas en Queensland (Norte de Australia). La planta tiene rizomas rastreros, un reducido pseudobulbo con numerosas pequeñas ranuras y hojas brillantes, hinchadas y manchadas y con una sola flor de larga duración, pequeña y carnosa, de color blanco amarillento.

## Sinonimia
Han sido segregadas del género Dendrobium Sw.

## Taxonomía
El nombre del género del género deriva del griego stilbo (brillo) y phyllum (hoja), refiriéndose a las pequeñas pero brillantes hojas de esta planta.
El género Stilbophyllum fue separarado de Dendrobium por M.A.Clem. & D.L.Jones en 2002.
El género cuenta actualmente con una única especie.

## Sinonimia
- Bulbophyllum toressae F.M.Bailey, Rep. Exped. Bellenden-Ker: 62 (1889).
- Dendrobium toressae (F.M.Bailey) Dockrill, Orchadian 1: 64 (1964).
- Dockrillia toressae (F.M.Bailey) Brieger, Schlechter Orchideen 1(11-12): 745 (1981).[2]